# Urodzony w Ameryce
Urodzony w Ameryce (ang. American Born Chinese) – amerykański serial telewizyjny stworzony przez Kevina Yu dla Disney+. Serial bazuje na powieści graficznej Gene Luen Yanga pt. American Born Again, której autor czerpał inspiracje ze swojej młodości w latach 90tych, włączając elementy chińskich opowieści ludowych i mistycyzmu zawartym w klasycznej chińskiej opowieści Wędrówka na Zachód. W głównych rolach wystąpili Ben Wang i Jimmy Liu.
Urodzony w Ameryce miał premierę 24 maja 2023 roku na platformie Disney+. Serial otrzymał pozytywne recenzje i komentatorzy uznali go za jedną z najlepszych ofert na Disney+. Mimo to w styczniu 2024 roku serial został anulowany po jednym sezonie z powodu niskiej oglądalności.

## Fabuła
Jin Wang (Ben Wang) jest nastoletnim synem chińskich imigrantów. Pewnego dnia do jego szkoły przychodzi Wei-Chen (Jimmy Liu), uczeń z wymiany, który z zachowania jest przeciwieństwem Wanga.
Jak się okazuje, Wei-Chen jest synem Sun Wukonga, znanego jako Małpi Król (Daniel Wu). Wei-Chen miał sen, w którym mityczny Czwarty Zwój może powstrzymać powstanie przeciwko Niebu. Sen powiedział mu również, że zwykły nastolatek jest przeznaczony, aby pomóc mu w poszukiwaniach. Więc Wei-Chen ukradł magiczny kostur swojego ojca i teraz, przebrany za licealistę, szuka zwoju w ziemskiej Kalifornii, przekonany, że Jin jest zwykłym nastolatkiem z jego proroczego snu.

## Obsada

### Główna
- Ben Wang jako Jin Wang, urodzony w Ameryce chiński nastolatek[6]
- Yeo Yann Yann(inne języki) jako Christine Wang, matka Jina[6]
- Chin Han(inne języki), jako Simon Wang, ojciec Jina[6]
- Ke Huy Quan jako Jamie Yao/Freddy Wong[6]
- Jimmy Liu(inne języki), jako Sun Wei-Chen, syn Sun Wukonga[6]
- Sydney Taylor(inne języki) jako Amelia, ukochana Jina[6]
- Daniel Wu jako Sun Wukong, chińska legendarna postać znana jako Małpi Król[6]
- Michelle Yeoh, jako Guanyin, bogini miłosierdzia, litości i płodności[6]

### Drugoplanowa
- Mahi Alam jako Anuj, najlepszy przyjaciel Jina[6]
- Stony Blyden(inne języki) jako Andy, jeden z kolegów Jina
- David Bloom jako Josh, jeden z kolegów Jina
- Justin Jarzombek jako Travis
- Brian Huskey(inne języki) jako pan Larkins, nauczyciel biologii
- Larry Bates jako trener Garrett, trener piłki nożnej
- Sophie Reynolds(inne języki) jako Ruby, przyjaciółka Amelii
- Josh Duvendeck jako Danny/Marty K. Morris
- Leonard Wu(inne języki) jako Niu Mowang, Byczy Demon
- Ronny Chieng(inne języki) jako Ji Gong(inne języki), Szalony Mnich

### Gościnne
- Rosalie Chiang(inne języki) jako Suzy Nakamura, studentka-aktywistka i przewodnicząca Klubu Kultury[7]
- Brian Lee jako Zhu Bajie[7]
- Lisa Lu jako Ni Yang[7]
- Poppy Liu(inne języki) jako księżniczka Iron Fan[7]
- James Hong jako Nefrytowy Cesarz[7]
- Jimmy O. Yang(inne języki) jako Ao Kuang(inne języki), Smoczy Król Wschodniego Morza[7]
- Stephanie Hsu(inne języki) jako Shiji Niangniang[7]

## Odcinki
| Nr | # | Tytuł oryginalny   | Tytuł polski       | Reżyseria             | Scenariusz             | Premiera     |
| -- | - | ------------------ | ------------------ | --------------------- | ---------------------- | ------------ |
| 1  | 1 | What Guy Are You   | Kim ty jesteś?     | Destin Daniel Cretton | Kelvin Yu & Charles Yu | 24 maja 2023 |
| 2  | 2 | A Monkey on a Ques | Misja Małpy        | Dinh Thai             | Vali Chandrasekaran    | 24 maja 2023 |
| 3  | 3 | Rockstar Status    | Status gwiazdy     | Dennis Liu            | Warren Hsu Leonard     | 24 maja 2023 |
| 4  | 4 | Make a Splash      | Zadać szyku        | Peng Zhang            | Aaron Izek             | 24 maja 2023 |
| 5  | 5 | Abracadabra        | Abrakadabra        | Johnson Cheng         | Lawrence Dai           | 24 maja 2023 |
| 6  | 6 | Hot Stuff          | Ostra sztuka       | Lucy Liu              | Wu Kai-yu              | 24 maja 2023 |
| 7  | 7 | Beyond Repair      | Nie do naprawienia | Erin O'Malley         | Lana Cho               | 24 maja 2023 |
| 8  | 8 | The Fourth Scroll  | Czwarty Zwój       | Destin Daniel Cretton | Kelvin Yu              | 24 maja 2023 |